# 13e étape du Tour d'Espagne 2016
La 13e étape du Tour d'Espagne 2016 s'est déroulée le vendredi 2 septembre 2016, entre Bilbao et Urdazubi.

## Résultats

### Classement de l'étape
| \| Classement de l'étape \| Classement de l'étape \| Classement de l'étape \| Classement de l'étape \| Classement de l'étape \| \| Coureur \| Coureur \| Pays \| Équipe \| Temps \| \| --------------------- \| --------------------- \| --------------------- \| --------------------- \| --------------------- \| \| 1er \| Valerio Conti \| Italie \| Lampre-Merida \| 5 h 29 min 04 s \| \| 2e \| Danilo Wyss \| Suisse \| BMC Racing Team \| + 55 s \| \| 3e \| Sergueï Lagoutine \| Russie \| Katusha \| + 55 s \| |                   |        |                 |                 |
| |                   |        |                 |                 |
| Source : ProCyclingStats |                   |        |                 |                 |
| Classement de l'étape |                   |        |                 |                 |
| Coureur | Coureur           | Pays   | Équipe          | Temps           |
| 1er | Valerio Conti     | Italie | Lampre-Merida   | 5 h 29 min 04 s |
| 2e | Danilo Wyss       | Suisse | BMC Racing Team | + 55 s          |
| 3e | Sergueï Lagoutine | Russie | Katusha         | + 55 s          |

### Classement général
| \| Classement général \| Classement général \| Classement général \| Classement général \| Classement général \| \| Coureur \| Coureur \| Pays \| Équipe \| Temps \| \| ------------------ \| ------------------ \| ------------------ \| ------------------ \| ------------------ \| \| 1er \| Nairo Quintana \| Colombie \| Movistar Team \| 52 h 56 min 29 s \| \| 2e \| Christopher Froome \| Royaume-Uni \| Team Sky \| + 54 s \| \| 3e \| Alejandro Valverde \| Espagne \| Movistar Team \| + 1 min 05 s \| |                    |             |               |                  |
| |                    |             |               |                  |
| Source : ProCyclingStats |                    |             |               |                  |
| Classement général |                    |             |               |                  |
| Coureur | Coureur            | Pays        | Équipe        | Temps            |
| 1er | Nairo Quintana     | Colombie    | Movistar Team | 52 h 56 min 29 s |
| 2e | Christopher Froome | Royaume-Uni | Team Sky      | + 54 s           |
| 3e | Alejandro Valverde | Espagne     | Movistar Team | + 1 min 05 s     |